# 23degrees。
『23degrees。』（トゥエンティースリーディグリース）は、飯塚雅弓の2枚目のミニアルバム。2004年2月4日に徳間ジャパンコミュニケーションズから発売された。

## 概要
『Fly Ladybird fly』から6年ぶりとなる2枚目のミニアルバムで、オリジナルアルバムとしては『SMILE×SMILE』から7か月ぶりとなる。
女の子の気持ちを歌ったというコンセプト。発売日がバレンタインデーの10日前で、バレンタインにちなんだ曲が収録されている。
メイキング映像やライブの裏側、レコーディング映像を収録した二枚組のDVDが同梱。

## 収録内容
| 全作詞: 飯塚雅弓、全作曲: イズミカワソラ、全編曲: 長谷川智樹。 |                          |          |                |      |
| #                                                              | タイトル                 | 作詞     | 作曲・編曲     | 時間 |
| 1.                                                             | 「23℃ Story」            | 飯塚雅弓 | イズミカワソラ | 0:53 |
| 2.                                                             | 「チョコレートコスモス」 | 飯塚雅弓 | イズミカワソラ | 4:44 |
| 3.                                                             | 「23degrees」            | 飯塚雅弓 | イズミカワソラ | 5:17 |
| 4.                                                             | 「バレンタイン大作戦」   | 飯塚雅弓 | イズミカワソラ | 4:29 |
| 5.                                                             | 「君だけを・・」         | 飯塚雅弓 | イズミカワソラ | 4:37 |
| 6.                                                             | 「「またね。」」         | 飯塚雅弓 | イズミカワソラ | 4:42 |
| 合計時間:                                                      | 合計時間:                | 24:42    |                |      |

| #  | タイトル              | 作詞 | 作曲・編曲 |
| -- | --------------------- | ---- | ---------- |
| 1. | 「Live & Back Stage」 |      |            |
| 2. | 「Photography」       |      |            |
| 3. | 「Recording」         |      |            |

## 参加ミュージシャン
全曲
- Guitar & Keyboards & Sound Produce：長谷川智樹
- Keyboard & Chorus：渡辺俊介
- Bass & Triangle & Chorus：阿部光一郎
- Drums & Percussions：小島徹也
- Chorus：一木由佳子